# Amtsrichterhaus Bülsdorfer Straße 12
Das ehemalige Amtsrichterhaus Bülsdorfer Straße 12 in der niedersächsischen Samtgemeinde Land Hadeln, Gemeinde Neuhaus im Landkreis Cuxhaven, stammt vom Ende des 19. Jahrhunderts. Aktuell (2024) wird es als Wohnhaus genutzt.
Das Gebäude steht unter Denkmalschutz (siehe auch Liste der Baudenkmale in Neuhaus (Oste)).

## Geschichte und Beschreibung
Die Besiedelung des Ortes fand um 1000 nach Christus auf den Wurten rund um die Aue, Oste und Elbe statt. In der Nähe zum Hafen an der Oste ist der Siedlungskern des Ortes. Das Gerichtsgebäude des Amtsgerichts Neuhaus an der Oste wurde 1896 gebaut. Das Wohnhaus des örtlichen Amtsrichters steht südlich des ehemaligen Amtsbezirks.
Das eingeschossige Gebäude in Backstein, vollunterkellert auf hohem Sockelgeschoss, mit ziegelgedecktem auskragenden Krüppelwalmdach und mit zweigeschossigem südlichen Seitenrisalit mit Krüppelwalm und Freigespärre stammt von 1898 (Inschrift). Die Fassaden wurden gestaltet mit farbig glasierten Ziegeln als Gesimse, Friese und Einfassungen der segmentbogigen Fenster. An der Ostseite ist ein hölzerner Eingangsvorbau mit Treppe und vor der Westfassade eine hölzerne Veranda. Umgeben wird das Haus von einem parkähnlichen Grundstück in einer großzügig gehobenen und begrünten Bebauungsstruktur.
Das Landesdenkmalamt befand u. a.: „… Bedeutung für die Ortsgeschichte, als Zeugnis- und Schauwert für die Bau- und Kunstgeschichte sowie auch aufgrund der durch die exponierte Lage manifestierten städtebaulichen Bedeutung …“